# Noorwegen op de Olympische Winterspelen 1976
Tijdens de Olympische Winterspelen van 1976, die in Innsbruck (Oostenrijk) werden gehouden, nam Noorwegen voor de twaalfde keer deel.

## Medailleoverzicht
| Sport      | Olympiër                                           | Discipline            | Medaille |
| ---------- | -------------------------------------------------- | --------------------- | -------- |
| Langlaufen | Ivar Formo                                         | 50 km (m)             | Goud     |
| Schaatsen  | Sten Stensen                                       | 5000 m (m)            | Goud     |
| Schaatsen  | Jan Egil Storholt                                  | 1500 m (m)            | Goud     |
| Langlaufen | Pål Tyldum Einar Sagstuen Ivar Formo Odd Martinsen | 4x10 km estafette (m) | Zilver   |
| Schaatsen  | Jørn Didriksen                                     | 1000 m (m)            | Zilver   |
| Schaatsen  | Sten Stensen                                       | 10.000 m (m)          | Zilver   |
| Schaatsen  | Lisbeth Korsmo                                     | 3000 m (v)            | Brons    |

## Deelnemers en resultaten

### Alpineskiën
| Olympiër         | Discipline       | Resultaat | Prestatie                        |
| ---------------- | ---------------- | --------- | -------------------------------- |
| Erik Håker       | afdaling (m)     | 25e       | 1.49,19 (+3,46)                  |
| Erik Håker       | reuzenslalom (m) | dnf-1     | opgave run 1                     |
| Erik Håker       | slalom (m)       | 26e       | 2.17,86 (+14,57) 1.06,77+1.11,09 |
| Odd Sørli        | reuzenslalom (m) | dnf-1     | opgave run 1                     |
| Odd Sørli        | slalom (m)       | dnf-1     | opgave run 1                     |
|                  |                  |           |                                  |
| Torill Fjeldstad | afdaling (v)     | 27e       | 1.52,99 (+6,83)                  |
| Torill Fjeldstad | reuzenslalom (v) | 31e       | 1.36,00 (+6,87)                  |
| Torill Fjeldstad | slalom (v)       | dnf-2     | opgave run 2                     |

### Biatlon
| Olympiër                                               | Discipline             | Resultaat | Prestatie                                                                                 |
| ------------------------------------------------------ | ---------------------- | --------- | ----------------------------------------------------------------------------------------- |
| Tor Svendsberget                                       | 20 km (m)              | 9e        | 1:18.10,13 (+3.57,87) pen.: 3 (0 / 2 / 1 / 0)                                             |
| Kjell Hovda                                            | 20 km (m)              | 18e       | 1:21.24,45 (+7.12,19) pen.: 5 (0 / 0 / 0 / 5)                                             |
| Svein Engen                                            | 20 km (m)              | 20e       | 1:21.27,24 (+7.14,98) pen.: 7 (2 / 4 / 0 / 1)                                             |
| Kjell Hovda Terje Hanssen Svein Engen Tor Svendsberget | 4x7,5 km estafette (m) | 5e        | 2:05.10,28 (+7.14,64) pen.: 6 (2 / 3 / 0 / 1) (33.24,66 / 31.20,50 / 29.20,67 / 31.04,45) |

### Langlaufen
| Olympiër                                                 | Discipline            | Resultaat | Prestatie                                                         |
| -------------------------------------------------------- | --------------------- | --------- | ----------------------------------------------------------------- |
| Per Knut Aaland                                          | 50 km (m)             | 6e        | 2:41.18,06 (+3.48,01)                                             |
| Oddvar Brå                                               | 30 km (m)             | 19e       | 1:34.59,57 (+4.30,19)                                             |
| Oddvar Brå                                               | 50 km (m)             | dnf       | opgave                                                            |
| Ivar Formo                                               | 15 km (m)             | 5e        | 45.29,11 (+1.30,64)                                               |
| Ivar Formo                                               | 30 km (m)             | 11e       | 1:33.01,68 (+2.32,30)                                             |
| Ivar Formo                                               | 50 km (m)             | Goud      | 2:37.30,05                                                        |
| Odd Martinsen                                            | 15 km (m)             | 8e        | 45.41,33 (+1.42,86)                                               |
| Odd Martinsen                                            | 30 km (m)             | 9e        | 1:32.38,91 (+2.09,53)                                             |
| Magne Myrmo                                              | 15 km (m)             | 55e       | 49.26,89 (+5.28,42)                                               |
| Magne Myrmo                                              | 30 km (m)             | 23e       | 1:35.33,34 (+5.03,96)                                             |
| Pål Tyldum                                               | 15 km (m)             | 20e       | 46.50,57 (+2.52,10)                                               |
| Pål Tyldum                                               | 50 km (m)             | 7e        | 2:42.21,86 (+4.51,81)                                             |
| Pål Tyldum Einar Sagstuen Ivar Formo Odd Martinsen       | 4x10 km estafette (m) | Zilver    | 2:09.58,36 (+1.58,64) (34.46,22 / 32.22,40 / 31.35,98 / 31.13,76) |
|                                                          |                       |           |                                                                   |
| Berit Kvello                                             | 5 km (v)              | 17e       | 16.57,12 (+1.08,43)                                               |
| Berit Kvello                                             | 10 km (v)             | 18e       | 32.17,60 (+2.04,19)                                               |
| Berit Johannessen                                        | 5 km (v)              | 20e       | 17.04,25 (+1.15,56)                                               |
| Berit Johannessen                                        | 10 km (v)             | 23e       | 32.46,76 (+2.33,35)                                               |
| Grete Kummen                                             | 5 km (v)              | 8e        | 16.35,43 (+46,74)                                                 |
| Grete Kummen                                             | 10 km (v)             | 15e       | 32.02,59 (+1.49,18)                                               |
| Marit Myrmæl                                             | 5 km (v)              | 18e       | 17.02,21 (+1.13,52)                                               |
| Marit Myrmæl                                             | 10 km (v)             | 24e       | 32.47,21 (+2.33,80)                                               |
| Berit Kvello Marit Myrmæl Berit Johannessen Grete Kummen | 4x5 km estafette (v)  | 5e        | 1:11.09,08 (+3.19,33) (18.20,16 / 18.02,14 / 17.33,56 / 17.13,22) |

### Noordse combinatie
| Olympiër              | Discipline | Resultaat | Prestatie                                                                                            |
| --------------------- | ---------- | --------- | --- |
| Tom Sandberg          | mannen     | 8e        | 405,53 punten schans: 195,7 p 96,3 (70,0 m)+94,7 (72,0 m)+99,4 (74,5 m) 15 km: 209,83 p (49:09.34)   |
| Pål Schjetne          | mannen     | 9e        | 402,59 punten schans: 204,4 p 97,2 (71,5 m)+102,1 (76,0 m)+102,3 (76,0 m) 15 km: 198,19 p (50:26.97) |
| Stein Erik Gullikstad | mannen     | 22e       | 372,72 punten schans: 162,1 p 79,5 (62,0 m)+72,5 (60,0 m)+82,6 (66,5 m) 15 km: 210,62 p (49:04.07)   |
| Arne Bystøl           | mannen     | 27e       | 359,31 punten schans: 166,5 p 80,1 (63,0 m)+81,9 (66,5 m)+84,6 (69,0 m) 15 km: 192,81 p (51:02.81)   |

### Rodelen
| Olympiër                  | Discipline | Resultaat | Prestatie                                                |
| ------------------------- | ---------- | --------- | -------------------------------------------------------- |
| Morten Nordeide Johansen  | mannen     | 20e       | 3.36,879 (+9,191) (54,460 / 53,899 / 54,155 / 54,365)    |
| Christian Strøm           | mannen     | 22e       | 3.38,792 (+11,104) (55,125 / 54,603 / 54,347 / 54,717)   |
| Bjørn Dyrdahl             | mannen     | 36e       | 3.47,044 (+19,356) (1.04,969 / 54,185 / 53,911 / 53,979) |
| Asle Strand Helge Svensen | dubbel     | 13e       | 1.28,454 (+2,850) (44,097 / 44,357)                      |
| Martin Ore Eilif Nedberg  | dubbel     | 15e       | 1.29,278 (+3,674) (44,744 / 44,534)                      |

### Schaatsen
| Olympiër               | Discipline   | Resultaat | Prestatie           |
| ---------------------- | ------------ | --------- | ------------------- |
| Terje Andersen         | 1000 m (m)   | 16e       | 1.22,92 (+3,60)     |
| Terje Andersen         | 1500 m (m)   | 15e       | 2.04,65 (+5,27)     |
| Jørn Didriksen         | 1000 m (m)   | Zilver    | 1.20,45 (+1,13)     |
| Amund Sjøbrend         | 5000 m (m)   | 13e       | 7.48,28 (+23,80)    |
| Amund Sjøbrend         | 10.000 m (m) | 10e       | 15.43,29 (+52,70)   |
| Sten Stensen           | 5000 m (m)   | Goud      | 7.24,48             |
| Sten Stensen           | 10.000 m (m) | Zilver    | 14.53,30 (+2,71)    |
| Kay Arne Stenshjemmet  | 500 m (m)    | 21e       | 40,94 (+1,77)       |
| Kay Arne Stenshjemmet  | 1000 m (m)   | 22e       | 1.24,71 (+5,39)     |
| Kay Arne Stenshjemmet  | 1500 m (m)   | 11e       | 2.03,75 (+4,37)     |
| Jan Egil Storholt      | 500 m (m)    | 28e       | 1.18,00 (+38,83)    |
| Jan Egil Storholt      | 1500 m (m)   | Goud      | 1.59,38             |
| Jan Egil Storholt      | 5000 m (m)   | 9e        | 7.40,60 (+16,12)    |
| Jan Egil Storholt      | 10.000 m (m) | 14e       | 16.06,37 (+1.15,78) |
| Arnulf Sunde           | 500 m (m)    | 6e        | 39,78 (+0,61)       |
|                        |              |           |                     |
| Lisbeth Korsmo         | 1500 m (v)   | 4e        | 2.18,99 (+2,41)     |
| Lisbeth Korsmo         | 3000 m (v)   | Brons     | 4.45,24 (+0,05)     |
| Sigrid Sundby-Dybedahl | 500 m (v)    | 16e       | 45,00 (+2,24)       |
| Sigrid Sundby-Dybedahl | 1000 m (v)   | 18e       | 1.33,05 (+4,62)     |
| Sigrid Sundby-Dybedahl | 1500 m (v)   | 11e       | 2.21,85 (+5,27)     |

### Schansspringen
| Olympiër       | Discipline         | Resultaat | Prestatie                                          |
| -------------- | ------------------ | --------- | -------------------------------------------------- |
| Per Bergerud   | normale schans (m) | 43e       | 204,0 punten 100,3 p. (72,5 m) + 103,7 p. (74,0 m) |
| Per Bergerud   | grote schans (m)   | 26e       | 179,7 punten 89,6 p. (84,0 m) + 90,1 p. (84,0 m)   |
| Finn Halvorsen | normale schans (m) | 37e       | 206,3 punten 103,8 p. (75,0 m) + 102,5 p. (74,5 m) |
| Finn Halvorsen | grote schans (m)   | 35e       | 173,2 punten 90,0 p. (85,0 m) + 83,2 p. (83,0 m)   |
| Odd Hammernes  | normale schans (m) | 33e       | 208,3 punten 103,5 p. (74,5 m) + 104,8 p. (75,0 m) |
| Odd Hammernes  | grote schans (m)   | 50e       | 142,3 punten 78,4 p. (78,5 m) + 63,9 p. (71,0 m)   |
| Johan Sætre    | normale schans (m) | 18e       | 222,5 punten 112,6 p. (78,0 m) + 109,9 p. (76,0 m) |
| Johan Sætre    | grote schans (m)   | 13e       | 195,2 punten 99,2 p. (88,0 m) + 96,0 p. (85,0 m)   |

Andorra · Argentinië · Australië · België · Bondsrepubliek Duitsland · Bulgarije · Canada · Chili · Duitse Democratische Republiek · Finland · Frankrijk · Griekenland · Groot-Brittannië · Hongarije · IJsland · Iran · Italië · Japan · Joegoslavië · Libanon · Liechtenstein · Nederland · Nieuw-Zeeland · Noorwegen · Oostenrijk · Polen · Roemenië · San Marino · Sovjet-Unie · Spanje · Taiwan · Tsjecho-Slowakije · Turkije · Verenigde Staten · Zuid-Korea · Zweden · Zwitserland